# Ämbetslåda

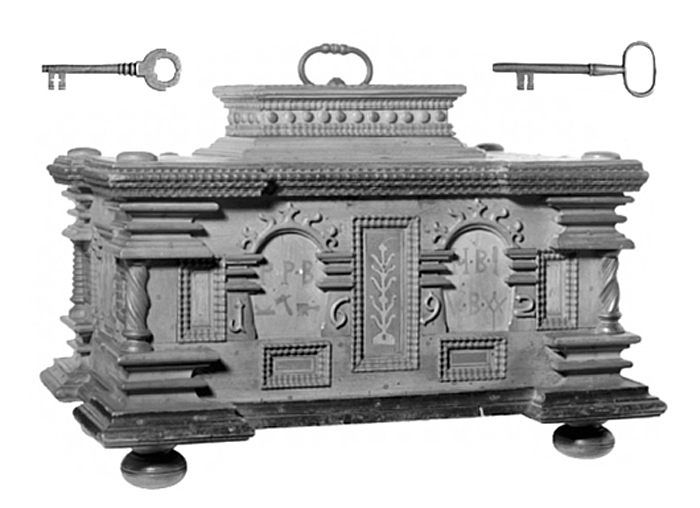
Ämbetslåda med två nycklar. Tillverkad 1692 för snickarämbetet i Lauter (Sachsen-Koburg). Hallwylska museet

Ämbetslåda (skråkista eller skrålåda) är en kista avsedd för förvaring av ett hantverksämbetes gemensamma föremål, såsom ämbetets sigill, välkomma, protokoll- och räkenskapsböcker samt kassa. 
Bruket av ämbetslådor blev i Sverige obligatoriskt i och med General Embets Skrå 1621 men torde ha förekommit även tidigare. Enligt 1621 års skrå förvarades kistan av ämbetets ålderman i dennes verkstad som samtidigt var samlingslokal för ämbetet. Som säkerhetsanordning föreskrev lagen att kistan endast skulle kunna öppnas med tre nycklar, en som bevarades av åldermannen och de övriga två av ämbetets bisittare. 